# Біллі Гемільтон
Бі́ллі Ге́мільтон (англ. Billy Hamilton, нар. 9 травня 1957, Бангор) — північноірландський футболіст, що грав на позиції нападника. По завершенні ігрової кар'єри — футбольний тренер.
Виступав, зокрема, за клуб «Бернлі», а також національну збірну Північної Ірландії.
Володар Кубка англійської ліги.

## Клубна кар'єра
У дорослому футболі дебютував 1975 року виступами за команду клубу «Лінфілд», в якій провів три сезони.
Протягом 1978—1979 років захищав кольори команди клубу «КПР».
Своєю грою за останню команду привернув увагу представників тренерського штабу клубу «Бернлі», до складу якого приєднався 1979 року. Відіграв за клуб з Бернлі наступні п'ять сезонів своєї ігрової кар'єри. Більшість часу, проведеного у складі «Бернлі», був основним гравцем атакувальної ланки команди.
Згодом з 1984 по 1989 рік грав у складі команд клубів «Оксфорд Юнайтед», «Лімерик Сіті», «Колрейн» та «Слайго Роверс». Протягом цих років виборов титул володаря Кубка англійської ліги.
Завершив професійну ігрову кар'єру у клубі «Лісберн Дістіллері», за команду якого виступав протягом 1989—1992 років.

## Виступи за збірну
У 1979 році дебютував в офіційних матчах у складі національної збірної Північної Ірландії. Протягом кар'єри у національній команді, яка тривала 11 років, провів у формі головної команди країни 42 матчі, забивши 5 голів.
У складі збірної був учасником чемпіонату світу 1982 року в Іспанії, чемпіонату світу 1986 року у Мексиці.

## Кар'єра тренера
Розпочав тренерську кар'єру, ще продовжуючи грати на полі, 1987 року, очоливши тренерський штаб клубу «Лімерик Сіті».
Наразі останнім місцем тренерської роботи був клуб «Лісберн Дістіллері», команду якого Біллі Гемільтон очолював як головний тренер до 1995 року.

## Титули і досягнення
- Володар Кубка англійської ліги (1):

«Оксфорд Юнайтед»: 1985–86